# أغاف جبلي
أغاف جبلي (الاسم العلمي:Agave montana) هو نوع من النباتات يتبع جنس الأغاف من الفصيلة الهليونية.